# Elisha Graves Otis

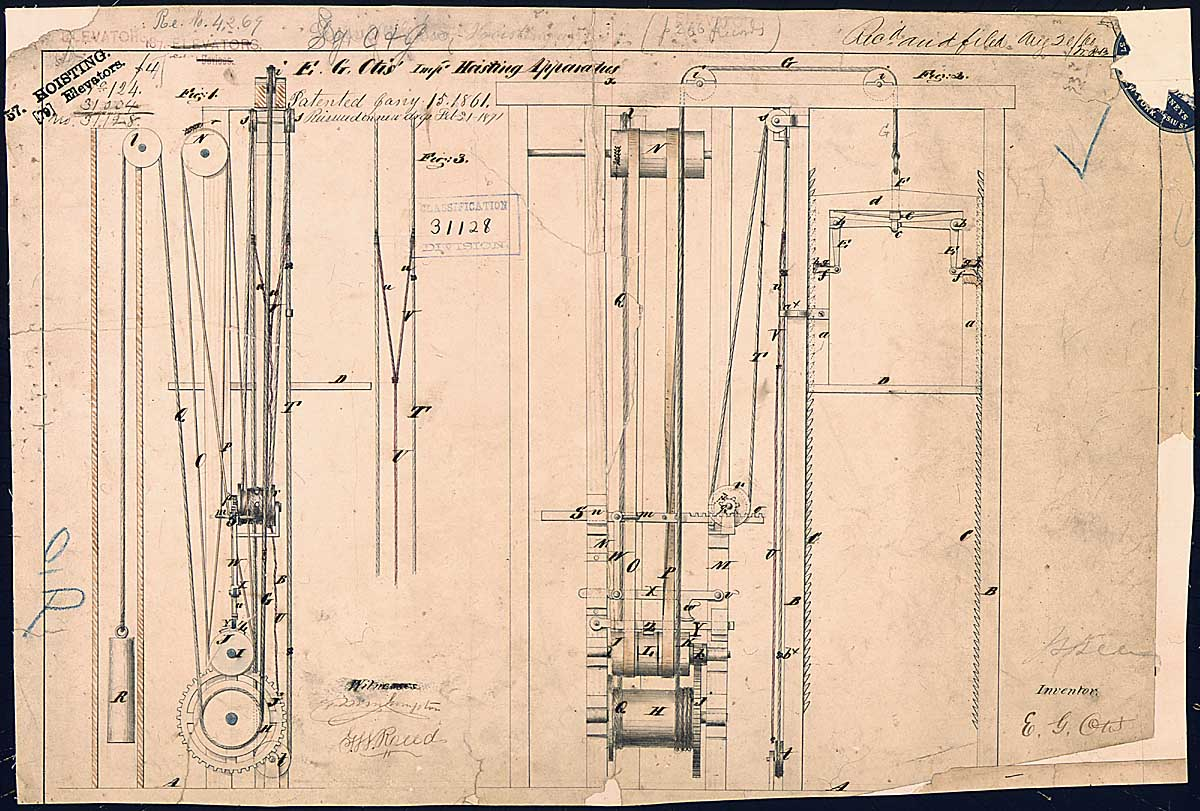
Patente de Otis.

Elisha Graves Otis (3 de agosto de 1811 - 8 de abril de 1861) fue un inventor de Estados Unidos de un dispositivo de seguridad para elevadores y fabricante de ascensores y fundador de la empresa Otis Elevator Company.

## Biografía
Nació en Halifax, en el estado de Vermont.
En 1852 inventó un dispositivo de seguridad que posibilitaba ascensores mucho más seguros, al evitar la caída en caso de rotura del cable de sujeción. 
Otis empezó a vender sus primeros ascensores "seguros" en 1853. 
Su invento fue objeto de gran difusión en 1854, en la exposición del New York Crystal Palace, cuando Elisha Otis impresionó a una multitud al ordenar que cortasen la única cuerda que sujetaba la plataforma sobre la que se encontraba. La plataforma cayó solo unos pocos centímetros, parándose enseguida. El nuevo método de seguridad impedía que los ascensores se estrellasen contra el suelo en caso de accidente y supuso una verdadera revolución para la industria.
Elisha murió el 8 de abril de 1861 de difteria a la edad de 49 años.

## Legado
El primer ascensor de personas fue instalado en Nueva York en 1857. Después de la muerte de Elisha en 1861, sus hijos, Charles y Norton, continuaron su actividad en la empresa Otis Brothers & Co. 
El invento de Otis aumentó la confianza pública en los ascensores que fue fundamental para el crecimiento de la construcción de rascacielos. La compañía de construcción de ascensores que fundó se convirtió en una de las empresas de ascensores más grandes del mundo, desde 1976 está integrado en el conglomerado empresarial que forma United Technologies Corporation.